# I liga urugwajska w piłce nożnej (1909)
- Mistrz Urugwaju 1909: Montevideo Wanderers
- Wicemistrz Urugwaju 1909: CURCC Montevideo
- Spadek do drugiej ligi: Colón Fútbol Club, Montevideo, Oriental Montevideo
- Awans z drugiej ligi: Libertad Montevideo

Mistrzostwa Urugwaju w roku 1909 były mistrzostwami rozgrywanymi według systemu, w którym wszystkie kluby rozgrywały ze sobą mecze każdy z każdym u siebie i na wyjeździe, a o tytule mistrza i dalszej kolejności decydowała końcowa tabela. Ponieważ z ligi spadły trzy kluby, a na ich miejsce awansował tylko jeden, liga zmniejszyła się z 11 do 9 klubów.

## Primera División

### Końcowa tabela sezonu 1909
| Poz | Klub                      | Mecze | Zw | Rem | Por | Pkt | BrZd | BrStr |
| --- | ------------------------- | ----- | -- | --- | --- | --- | ---- | ----- |
| 1   | Montevideo Wanderers      | 20    | 17 | 1   | 2   | 35  | 46   | 10    |
| 2   | CURCC Montevideo          | 20    | 15 | 4   | 1   | 34  | 34   | 16    |
| 3   | River Plate FC Montevideo | 20    | 15 | 2   | 3   | 32  | 44   | 18    |
| 4   | Club Nacional de Football | 20    | 14 | 1   | 5   | 29  | 42   | 18    |
| 5   | Dublín Montevideo         | 20    | 10 | 3   | 7   | 23  | 40   | 33    |
| 6   | Central Montevideo        | 20    | 7  | 2   | 11  | 16  | 24   | 31    |
| 7   | Bristol Montevideo        | 20    | 5  | 5   | 10  | 15  | 28   | 40    |
| 8   | Colón Fútbol Club         | 20    | 5  | 3   | 12  | 13  | 27   | 37    |
| 9   | Montevideo                | 20    | 3  | 5   | 12  | 11  | 22   | 39    |
| 10  | French Montevideo         | 20    | 3  | 2   | 15  | 8   | 18   | 55    |
| 11  | Oriental Montevideo       | 20    | 1  | 2   | 17  | 4   | 18   | 46    |